# Bulbophyllum allenkerrii
Bulbophyllum allenkerrii är en orkidéart som beskrevs av Gunnar Seidenfaden. Bulbophyllum allenkerrii ingår i släktet Bulbophyllum och familjen orkidéer.
Artens utbredningsområde är Laos. Inga underarter finns listade i Catalogue of Life.